# Percy Sargent

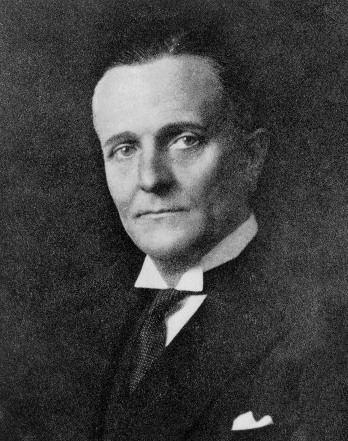
Percy Sargent

Sir Percy Sargent CMG DSO MB FRCS (* 8. Mai 1873 in Bristol, nach anderen Angaben in Chester, Cheshire; † 22. Januar 1933 in London) war ein britischer Arzt und gilt als der bedeutendste Neurochirurg Englands seiner Zeit.

## Biografie
Sargent besuchte das Clifton College in Clifton und das St. John’s College in Cambridge. Im Anschluss arbeitete er in London im St Thomas’ Hospital, wo er zuletzt Erster Oberarzt war, bevor er als Assistenzchirurg an das National Hospital for Neurology and Neurosurgery am Queen Square ging. Er entwickelte die Operationstechniken Victor Horsleys weiter und machte sich als Hirn- und Nervenchirurg einen Namen. Ab 1905 lehrte er am „Erasmus-Wilson“-Lehrstuhl des Royal College of Surgeons of England. 1907 heiratete er Mary Louise Ashman, Tochter von Sir Herbert Ashman, mit der er später zwei gemeinsame Söhne und eine Tochter hatte. 1911 wurde er mit dem Distinguished Service Order ausgezeichnet. Während des Ersten Weltkriegs diente er als Beratender Chirurg der British Expeditionary Force zusammen mit seinem Kollegen Gordon Morgan Holmes in Frankreich. Für seinen Einsatz im Dienstgrad eines Colonel, AMS wurde er 1919 zum Companion des Order of St. Michael and St. George (CMG) ernannt. 1923 wurde er zum Ratsmitglied des Royal College of Surgeons gewählt und 1928 zum Knight Bachelor geschlagen. Ab 1928 lehrte er als Hunterian Professor für Chirurgie und Pathologie. Ein Jahr vor seinem eigenen Tode verstarb seine Frau Mary Louise.
Sargent war unter anderem Mitglied der Invalid Children’s Aid Association (ICAA), Gründungsmitglied der Society of British Neurological Surgeons und Mitglied der United Grand Lodge of England. Zudem war er Vorsitzender der Battersea Branch und Sekretär der Royal Medical Benevolent Fund-Gesellschaft (RMBF).